# Praga (1850)
Praga (paropływ nr 5) – parowy, holownik wiślany o napędzie bocznokołowym. Wykorzystywany w Królestwie Polskim na środkowej Wiśle.

## Dane
- armator: Spółka Żeglugi Parowej
- miejsce budowy: Warsztaty Mechaniczne Banku Polskiego na Solcu w Warszawie
- maszyna parowa
  - moc: 100 KM
  - produkcja: Stocznia Gâche`a, Nantes (Francja)
- wymiary kadłuba:
  - długość: 51 m
  - szerokość: 5,2 m
  - zanurzenie: 0,77 m

## Historia
- 1850 r. – rozpoczęcie służby
- 1871 r. – sprzedanie do Rosji.